# Cirrus Airlines
Cirrus Airlines war eine deutsche Fluggesellschaft mit Sitz in Saarbrücken und Basis auf dem Flughafen Saarbrücken.

## Geschichte

Ehemaliges Logo der Cirrus Airlines

Die Fluggesellschaft wurde 1995 von dem Unternehmer Gerd Brandecker mit Sitz in Saarbrücken gegründet. Nach dem ersten Linienflug im März 1998 zwischen Saarbrücken und Hamburg wurde das Liniennetz des Unternehmens stetig ausgebaut und umfasste bis zur Einstellung des Flugbetriebs Ziele in Deutschland, Österreich und der Schweiz.
Ab 2000 gehörte die Gesellschaft dem Team Lufthansa an, war seit dessen Auflösung 2004 Partner der Lufthansa und bot Codeshare-Flüge in Kooperation mit Lufthansa, Swiss International Air Lines und Air Moldova an. Im Dezember 2004 übernahm die Cirrus-Gruppe Augsburg Airways. Seit 2005 ist Cirrus Airlines Mitglied der IATA. Im Mai 2007 stieg die ATON-Gruppe bei Cirrus ein.
Am 9. Januar 2008 gab Cirrus Airlines bekannt, aus wirtschaftlichen Gründen ihren Sitz von Saarbrücken-Ensheim zum Münchener Flughafen zu verlegen und dort die Büros mit der Schwester Augsburg Airways zu vereinen. Im März 2008 erfolgte so eine Neuausrichtung auf Geschäftsreisende. Neuer Sitz für knapp zwei Jahre wurde Hallbergmoos, direkt am Flughafen München. Die eigenständigen Unternehmen Cirrus Technik und Cirrus Flight Training verblieben in Saarbrücken-Ensheim bzw. Zweibrücken. Im selben Jahr trat Cirrus Airlines dem Bundesverband der Deutschen Fluggesellschaften bei.
Gerd Brandecker verkaufte im August 2008 seinen verbliebenen 49-%-Anteil an der Cirrus Group an die Aton GmbH und zog sich aus dem Unternehmen zurück. Ende Dezember 2008 wurden Cirrus Airlines, Cirrus Technik, Cirrus Flight Training und nana tours aus der Cirrus Group herausgelöst und an die Gesellschaft Aviation Investment des Cirrus-Gründers Gerd Brandecker verkauft. Alleiniger Gesellschafter der Cirrus Airlines wurde die Aviation Investment GmbH. Die Cirrus Group mit den Unternehmen DC Aviation und Augsburg Airways verblieb im Besitz von Aton.
Zum 31. Dezember 2009 wurde die Cirrus Technik GmbH liquidiert. Ein Großteil der Mitarbeiter wurde in die neue Cirrus Maintenance GmbH, einer Tochtergesellschaft der Cirrus Airlines, übernommen.
Zum Januar 2010 wurde Ingrid Schultheis neben Gerd Brandecker in die Geschäftsführung berufen. Die 2008 nach München verlagerte Hauptverwaltung von Cirrus Airlines kehrte im Januar 2010 nach Saarbrücken zurück. Im Zuge dieser Umstrukturierung wurden die Zentralen der Cirrus Airlines, Cirrus Maintenance, Cirrus Service und nana tours vollständig am Standort Saarbrücken zusammengelegt. Im Juli 2010 zog sich Gerd Brandecker aus der Geschäftsführung zurück, um sich auf seine Rolle als Gesellschafter zu konzentrieren. Neuer Geschäftsführer neben Ingrid Schultheis wurde Jan Bresler.
Am Nachmittag des 20. Januar 2012 stellte Cirrus Airlines den Linienbetrieb und die Flugbuchung kurzfristig und ohne weitere Meldung bis auf Weiteres ein. Am 23. Januar 2012 wurde für Cirrus Airlines und Cirrus Service Insolvenzantrag gestellt.
Ende März 2012 gab OLT Express Germany bekannt, mehrere Abteilungen der Cirrus Airlines übernehmen zu wollen und eine Basis in Saarbrücken einzurichten. Die Flotte und das fliegende Personal würden jedoch nicht übernommen. Anfang Mai 2012 wurde die Übernahme jedoch ohne Angabe von Gründen abgesagt. OLT Express selbst meldete Anfang 2013 ebenfalls Insolvenz an.

## Flugziele
Im Jahr 2011 bediente Cirrus Airlines Bern, Dresden, Hamburg, Hof-Plauen, Münster/Osnabrück, Salzburg, Frankfurt, Stuttgart, München, Mannheim und Erfurt-Weimar sowie Wien und Zürich. Ein Teil der Flugzeuge flog auch für Lufthansa und Swiss europaweit im Wet-Lease. Cirrus Airlines bot darüber hinaus auch Charterflüge, etwa für Sportmannschaften oder Unternehmen, an.
Ende Oktober 2010 wurde die Strecke Hamburg–Mannheim nicht mehr bedient. Von 29. April 2011 bis 16. Mai 2011 wurde die Strecke Frankfurt–Hof temporär eingestellt. Am 22. Dezember 2011 wurde die Strecke Mannheim–Berlin nach 12 Jahren eingestellt. Einen Tag später wurde auch Erfurt–München nach acht Jahren aufgegeben.

## Flotte

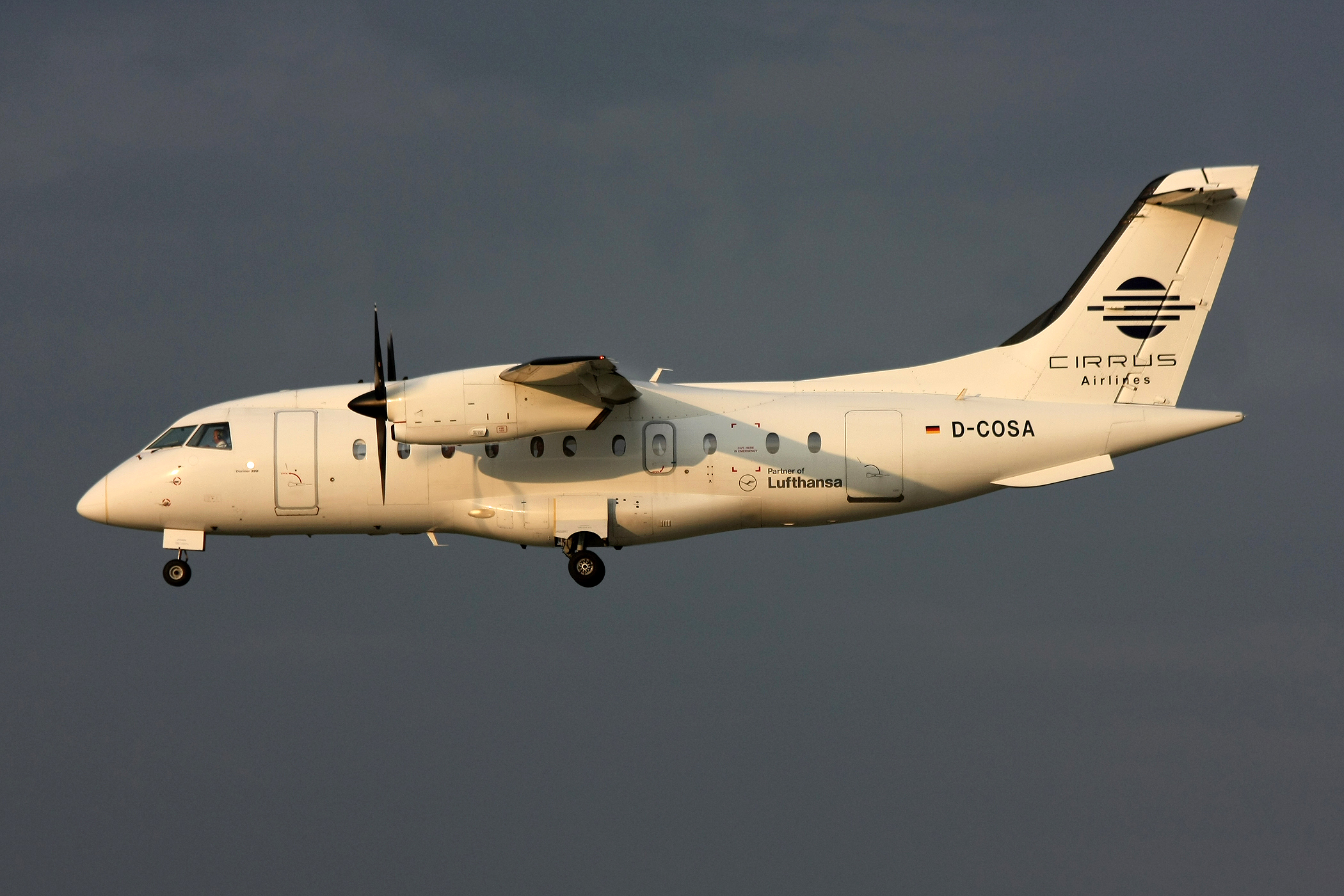
Eine Dornier 328-100 der Cirrus Airlines

Im Januar 2012 bestand die Flotte der Cirrus Airlines aus neun Flugzeugen:
- 8 Dornier 328-100
- 1 Embraer 170

In der Vergangenheit betrieb Cirrus Airlines auch weitere Muster, die im Zuge der Flottenmodernisierung und -harmonisierung ausgemustert wurden. Dazu gehören Beechcraft Super King Air 200, Boeing 737-500, De Havilland Canada DHC-8-100 und DHC-8-300, Embraer ERJ 145, Embraer 175, CRJ200 (betrieben von Adria Airways) und Dornier 328-300.

## Trivia
- Cirrus Airlines führte als erster Betreiber die Embraer 170 in Deutschland ein.
- Eine Dornier 328 der Cirrus Airlines mit dem Kennzeichen D-CIRP war die letzte Linienmaschine, die am 30. Oktober 2008 um 22:17 Uhr den Flughafen Berlin-Tempelhof vor seiner Schließung in Richtung Mannheim verließ.[11]
- Noch über drei Jahre nach der Insolvenz befand sich Werbung für die Cirrus Airlines auf den Banden des Bosenbach-Stadions in St. Wendel.

## Zwischenfälle
- Am 19. März 2008 kam die Dornier 328-100 mit dem Kennzeichen D-CTOB auf dem Flug von Berlin-Tempelhof nach Mannheim bei der Landung in Mannheim von der Bahn ab und kollidierte hinter dem Ende der Piste 27 mit einem Erdwall. Von den 24 Fluggästen wurden fünf leicht verletzt, die dreiköpfige Besatzung kam mit dem Schrecken davon. Die Maschine wurde schwer beschädigt.[12][13][14]